# 崔敏敬
崔敏敬（谚文：최민경，朝鲜汉字：崔敏敬，1982年8月25日—），是韩国著名的女子短道速滑运动员。她是2002年冬季奥林匹克运动会短道速滑比赛3000米接力冠军。

## 职业生涯
2002年盐湖城冬奥会中，崔敏敬获得3000米接力金牌。2006年都灵冬奥会中，她代表法国参赛。

## 资料来源
- 奥林匹克数据库网站(英文)
- 崔敏敬-国际滑冰联盟（ISU）